# Carlinhos Maia
Luiz Carlos Ferreira dos Santos (Penedo, 12 de junho de 1991), mais conhecido como Carlinhos Maia, é um influenciador digital, comediante, ator e empresário brasileiro.  
Ganhou notoriedade por seus vídeos nas redes sociais, especialmente no Instagram, onde acumula atualmente mais de 35 milhões de seguidores e já ultrapassou a marca de 15 bilhões de visualizações. Atualmente apresenta o reality show Rancho do Maia, transmitido pelas redes sociais.

## Vida pessoal
Nascido na cidade alagoana de Penedo, Carlinhos Maia foi adotado com dois dias de vida pelo casal Maria e Virgílio.
Em fevereiro de 2019, revelou publicamente ser homossexual e que mantinha, havia quase dez anos, um relacionamento com o também influenciador digital Lucas Guimarães, com quem se casou em cerimônia civil no mês de maio do mesmo ano. Em outubro de 2022, o casal anunciou a separação, mas reatou a relação em janeiro de 2023.
Em julho de 2025, Carlinhos Maia anunciou o fim de seu casamento com Lucas Guimarães, após 15 anos de relacionamento. A separação ganhou repercussão nas redes sociais, especialmente após a aparição de Eduarda Luvisneck, apontada como possível pivô do término.

## Carreira

### 2018-2019:Storiesmais visualizados do mundo
Segundo o jornal Tribuna de Minas, Carlinhos é considerado um dos maiores influenciadores digitais do país.
Em 2018, alcançou o segundo lugar no ranking mundial de stories mais visualizados no Instagram, atrás apenas de Kim Kardashian.
No ano seguinte, passou a integrar o elenco do programa Os Roni, exibido pelo canal Multishow. Ainda em 2019, enfrentou críticas após curtir uma publicação que ironizava a depressão do humorista Whindersson Nunes. A repercussão negativa levou à perda de cerca de 80 mil seguidores e 17 contratos publicitários.
Em outubro do mesmo ano, a artista plástica Laudice Rocha acusou o influenciador de vandalismo após ele riscar, sem autorização, uma obra de sua autoria exposta em um hotel. Maia alegou que havia recebido autorização do local. Em agosto de 2021, a artista venceu a ação judicial movida contra ele.
Também em dezembro de 2019, estreou no Multishow o reality Uma Vila de Novela, protagonizado por Carlinhos e parte de seu grupo de amigos. O programa retratava o cotidiano da Vila Primavera, em Penedo, Alagoas, local que ficou conhecido pelas publicações do influenciador nas redes sociais. 

### 2020-presente: Furando a quarentena da pandemia de COVID-19 e outras polêmicas
Em agosto de 2020, Carlinhos alcançou 2 bilhões de impressões no Instagram. No mesmo ano, a prefeitura de Penedo, Alagoas, instalou uma estátua em sua homenagem, que foi posteriormente removida por moradores em protesto.
Em novembro de 2020, para comemorar a marca de 20 milhões de seguidores, promoveu uma festa durante a pandemia de COVID-19, com a presença de diversos influenciadores digitais e figuras públicas, o que gerou ampla repercussão negativa nas redes sociais. Em dezembro do mesmo ano, voltou a ser alvo de críticas após organizar nova celebração natalina com aglomeração.
Colunistas e jornalistas, como Fefito (UOL) e Tony Goes (Folha de S.Paulo), compararam a atitude do influenciador à de outras figuras públicas que foram criticadas por promover festas durante a pandemia.A celebração coincidiu com o falecimento da atriz Nicette Bruno, vítima de COVID-19. Dias depois, o ex-BBB Victor Hugo, que havia se encontrado com o marido de Carlinhos Maia, foi internado com diagnóstico da doença. A influenciadora Mileide Mihaile também relatou sintomas no mesmo período.
No dia 25 de dezembro, o colunista Erlan Bastos (Observatório dos Famosos) noticiou que 47 funcionários presentes na festa teriam testado positivo para COVID-19, informação negada por Carlinhos e pela organização do evento. O deputado federal e ministro da Saúde do Brasil Alexandre Padilha (PT-SP) declarou em rede social que, caso confirmados os casos, o influenciador poderia responder por crime sanitário.
Ainda em 2020, foi eleito o 5º entre os 50 LGBT mais influentes do Brasil pelo site Guia Gay São Paulo. Em 2021, concedeu entrevista à revista Vanity Teen, comentando sobre sua influência nas redes sociais.
Em setembro de 2022, anunciou um afastamento das redes sociais após relatar agravamento de sua síndrome do pânico, desencadeada por um assalto ocorrido em sua residência. O afastamento, no entanto, não se prolongou por muito tempo.
Em 2023, estreou seu próprio reality show, Casa da Barra, gravado em sua casa em Barra de São Miguel, com transmissão pelas redes sociais. Em 2024, o programa passou a se chamar Rancho do Maia, e passou a ser gravado em uma nova propriedade localizada em São Miguel dos Milagres, avaliada em cerca de R$ 15 milhões.

### Caso Girabank
Em dezembro de 2023, surgiram relatos nas redes sociais de clientes do Girabank, empresa fundada por Carlinhos Maia, sobre dificuldades para sacar dinheiro e movimentar contas. Na ocasião, Maia declarou publicamente que havia se desligado da empresa há cerca de um ano e afirmou que “ninguém está sendo roubado” pelo Girabank. A empresa foi fundada em novembro de 2021 e não é fiscalizada diretamente pelo Banco Central do Brasil.

## Prêmios e indicações
| Ano  | Prêmio                       | Categoria            | Indicação                                                 | Resultado | Ref.          |
| ---- | ---------------------------- | -------------------- | --------------------------------------------------------- | --------- | ------------- |
| 2019 | MTV Millennial Awards Brasil | Danceokê             | "Eu Vou Tu Vai" (com Tirullipa, Whindersson Nunes e Gkay) | Indicado  | [ 42 ] [ 43 ] |
| 2019 | MTV Millennial Awards Brasil | Ship do Ano          | Carlinhos Maia e Lucas Guimarães                          | Indicado  | [ 42 ] [ 43 ] |
| 2019 | MTV Millennial Awards Brasil | Stories de Ouro      | Ele mesmo                                                 | Venceu    | [ 42 ] [ 43 ] |
| 2020 | Prêmio Contigo! Online       | Influenciador do Ano | Ele mesmo                                                 | Indicado  | [ 44 ] [ 45 ] |

## Filmografia

### Televisão
| Ano           | Título             | Papel        |
| ------------- | ------------------ | ------------ |
| 2019          | Os Roni            | Roniwelinton |
| 2019–presente | Uma Vila de Novela | Ele mesmo    |

### Internet
| Ano           | Título         | Cargo        | Plataforma |
| ------------- | -------------- | ------------ | ---------- |
| 2015–presente | Carlinhos Maia | Apresentador | Instagram  |

### Cinema
| Ano  | Título                   | Personagem          | Nota |
| ---- | ------------------------ | ------------------- | ---- |
| 2021 | Lucicreide Vai pra Marte | Comissário de Borbo |      |